# Відкритий чемпіонат Франції з тенісу 1995
Відкритий чемпіонат Франції з тенісу 1995  — тенісний турнір, що проходив на відкритому повітрі на ґрунтових кортах Стад Ролан Гаррос у Парижі з 29 травня по 11 червня 1995 року. Це був 94 Відкритий чемпіонат Франції, другий турнір Великого шолома в календарному році. 

## Огляд подій
В одиночному розряді чоловіків минулорічний чемпіон Серхі Бругера поступився в півфіналі Майклу Чангу, який програв фінальну гру Томасу Мустеру. Мустер першим із австрійців зумів виграти титул Великого шолома. Для нього ця перемога залишилася єдиною. 
У жінок Штеффі Граф обіграла в фіналі минулорічну чемпіонку Аранчу Санчес Вікаріо. Для Граф це була четверта перемога в Франції та 16-ий титул Великого шолома загалом. 

## Результати фінальних матчів

### Дорослі
| Одиночний розряд. Чоловіки           |                                      |                     |
| Томас Мустер                         | Майкл Чанг                           | 7–5, 6–2, 6–4       |
|                                      |                                      |                     |
| Одиночний розряд. Жінки              |                                      |                     |
| Штеффі Граф                          | Аранча Санчес                        | 7–5, 4–6, 6–0       |
|                                      |                                      |                     |
| Парний розряд. Чоловіки              |                                      |                     |
| Якко Елтінг Паул Гаргейс             | Ніклас Култі Магнус Ларссон          | 6–7(3–7), 6–4, 6–1  |
|                                      |                                      |                     |
| Парний розряд. Жінки                 |                                      |                     |
| Джиджі Фернандес Наташа Звєрєва      | Яна Новотна Аранча Санчес            | 6–7(6–8), 6–4, 7–5  |
|                                      |                                      |                     |
| Мікст                                |                                      |                     |
| Лариса Савченко-Нейланд Марк Вудфорд | Джил Гетерінгтон Джон-Лаффні де Ягер | 7–6(10–8), 7–6(7–4) |
|                                      |                                      |                     |

### Юніори
| Одиночний розряд. Хлопці         |                                |          |
| Маріано Сабалета                 | Маріано Пуерта                 | 6–2, 6–3 |
|                                  |                                |          |
| Одиночний розряд. Дівчата        |                                |          |
| Амелі Коште                      | Марлін Вейгертнер              | 7–5, 6–4 |
|                                  |                                |          |
| Парний розряд. Хлопці            |                                |          |
| Ремон Слойтер Петер Вессельс     | Джастін Гімелстоб Раян Волтерз | 7–6, 7–5 |
|                                  |                                |          |
| Парний розряд. Дівчата           |                                |          |
| Коріна Мораріу Людміла Вармужова | Аліче Канепа Джулія Касоні     | 7–6, 7–5 |
|                                  |                                |          |